# Лопухина, Прасковья Ивановна
Княгиня Прасковья Ивановна Лопухина (1760—1785) — дочь полковника Ивана Фомича Левшина и его жены Анны Ивановны, урожденной княжны Львовой.

## Биография
Была первой женой генерал-майора, впоследствии светлейшего князя Петра Васильевича Лопухина; от этого брака она имела трех дочерей, и старшая из них, Анна, впоследствии княгиня Гагарина, пользовалась большим расположением Павла I и являлась любимицей и фавориткой императора. 
Другая дочь — Екатерина (1783—1830) стала статс-дамой с с 1797 года была замужем за Г. А. Демидовым.

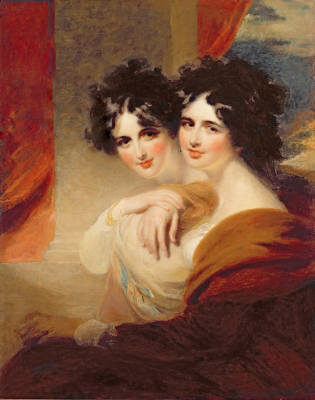
Портрет сестер Лопухиных Анны и Екатерины в замужестве. Акварель кисти Харлоу 1804 года

Третья дочь — Прасковья (1784—25 апреля (7 мая) 1870) — фрейлина, кавалерственная дама ордена Святой Екатерины, с 1800 года замужем за графом П. И. Кутайсовым (1780—1840); эта супружеская чета была знакомы с Александром Пушкиным.
Прасковья Ивановна Лопухина умерла совсем молодой, поэтому о ней сохранилось очень мало сведений, и ей не пришлось быть свидетельницей возвышения своей семьи. По словам князя Долгорукова, автора «Капища моего сердца», она была очень милой и симпатичной женщиной.
Князь Лопухин женился повторно на Екатерине Николаевне Шетневой, которая была полной противоположностью первой: при полном отсутствии образования, пользовалась самой незавидной репутацией в высшем обществе из-за своего суеверия и ханжества; практически не скрывала ни от кого своей связи с офицером Фёдором Уваровым, который благодаря ей сделал завидную карьеру.

Дети
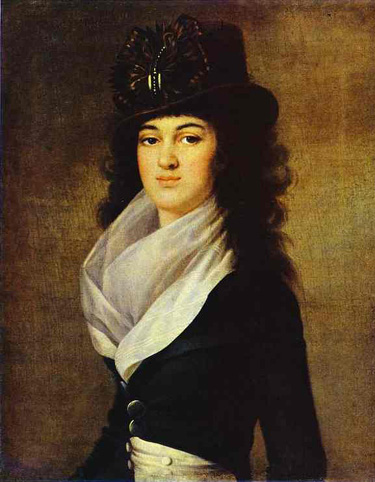
Анна Петровна
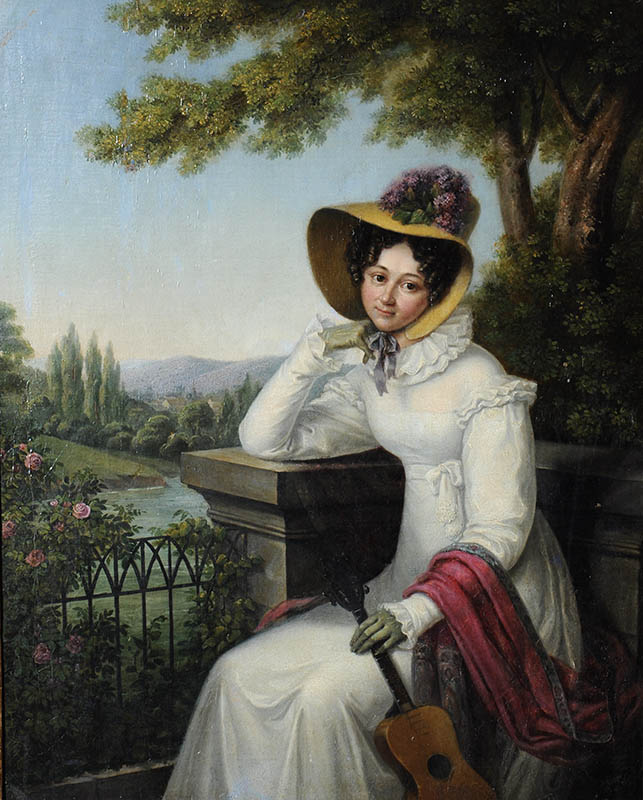
Екатерина Петровна
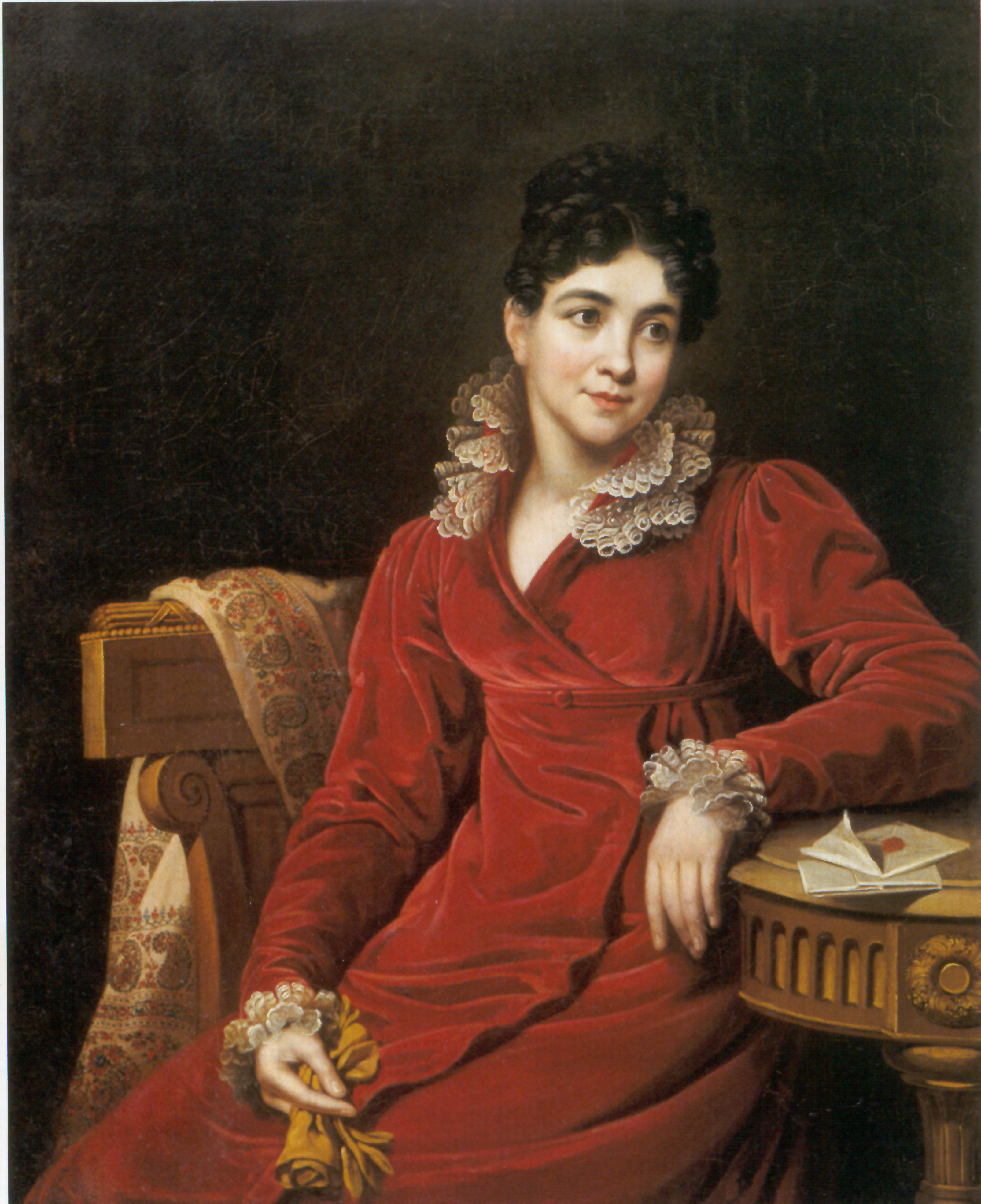
Прасковья Петровна